# Гекімоглу
Ібрахім Гекімоглу (тур. Hekimoğlu Ibrahim; XIX століття, Ясситаш, Фатса, Орду — 26 квітня 1913, там же; більш відомий під прізвиськом «Гекімоглу» (укр. Син лікаря) — легендарний турецький розбійник і національний герой.

## Біографія
За даними турецьких істориків Мітхата Сертоглу та Айхана Юкселя, Гекімоглу народився у селі Ясситаш поблизу Фатси в селянській сім'ї. Приблизно на початку XX століття почав працювати на місцевого землевласника Сефера Агу, який належав до тих, хто жив відокремлено від інших чвенебурі (грузин-мусульман). Гекімоглу і донька Сефера Аги на ім'я Фадіме закохалися один в одного і почали таємно зустрічатися. Якось їх помітив чвенебурі на ім'я Юсуф. За звичаями, поширеними серед чвенебурі на той час, неодруженим дівчатам було заборонено спілкуватися з чоловіками, які не є їхніми близькими родичами.
Вважаючи, що Гекімоглу зав'язавши стосунки з Фадіме, потоптав честь чвенебурі, вони спробували вбити його, але Гекімоглу, вбивши одного чвенебурі, вдалося вислизнути. Зрозумівши, що законними способами йому нічого досягти, Гекімоглу вирішив бігти в гори.

### Розбійник і народний герой
На чолі з Гекімоглу банда розбійників проводила компанію пограбувань і набігів на будь-якого землевласника чи лідера громади, які, за чутками, погано поводилися з місцевим населенням. Гекімоглу та його банда грабувала багатих людей і ділила частину своїх винагород з бідними. Це призвело до того, що Гекімоглу отримав статус народного героя, і місцеві жителі дали йому титул «Герой усіх героїв» (тур. Kahramanlar kahramanı).
Діяльність його банд була значним чинником у посиленні етнічної напруги між чвенебурі та турецькими громадами у Фатсі та в ширшому санджаку (підпровінція) Джанік. 15 грудня 1908 року Фатса надіслала телеграму до міністра внутрішніх справ Османської імперії в Стамбулі, столиці, з проханням допомогти в захоплені Гекімоглу, але завдяки допомозі та притулку, наданому йому місцевими турецькими селами, владі не вдалося захопити його, і Гекімоглу відповів посиленням своїх атак на чвенебурі.

### Загибель
Гекімоглу направив владі прохання про помилування, але йому відмовили. 26 квітня 1913 року Гекімоглу і його соратник Алан Осман були вбиті в результаті перестрілки, що тривала 8 годин. Їхню смерть зафіксував американський журналіст.

## Спадщина
Гекімоглу згадують у Туреччині як національного героя, майже легенду, як розбійника, який боровся проти несправедливості. На його честь було названо низку об'єктів, а також написана народна пісня Hekimoğlu Türküsü.